# タカサゴモズ
タカサゴモズ（高砂百舌、Lanius schach）は、スズメ目モズ科モズ属に分類される鳥類。

## 分布
アフガニスタン、インド、インドネシア、ウズベキスタン、カザフスタン、カンボジア、シンガポール、タイ、中華人民共和国南部、台湾、トルクメニスタン、ネパール、パキスタン、パプアニューギニア、バングラデシュ、フィリピン、ブータン、ベトナム、マレーシア、ミャンマー、ラオス
- L. s. schach

中華人民共和国南東部、台湾、ベトナム北部で繁殖する。

## 形態
全長24-25センチメートル。尾羽は長い。額や嘴の基部から眼を通り後頭部へ続く太い筋状の斑紋（過眼線）は黒い。頭頂から背にかけての羽衣は灰色、喉から頬、胸部にかけての羽衣は白い。背や腰の羽衣、尾羽基部を被う羽毛（上尾筒、下尾筒）の色彩は橙褐色で、腹部や体側面の羽衣は橙褐色がかる。尾羽の色彩は黒く、外側尾羽の外縁（羽縁）は橙褐色。翼の色彩は黒い。初列風切基部に白い斑紋が入り、三列風切の羽縁は淡橙褐色。
嘴や後肢の色彩は黒い。

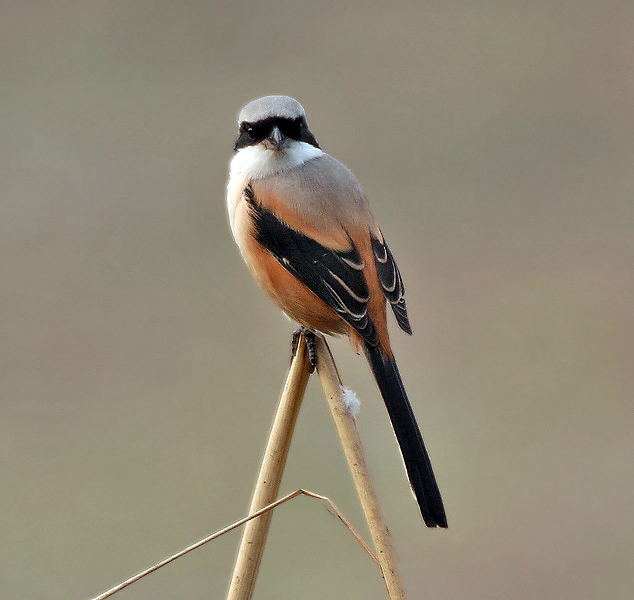
erythronotus race  .
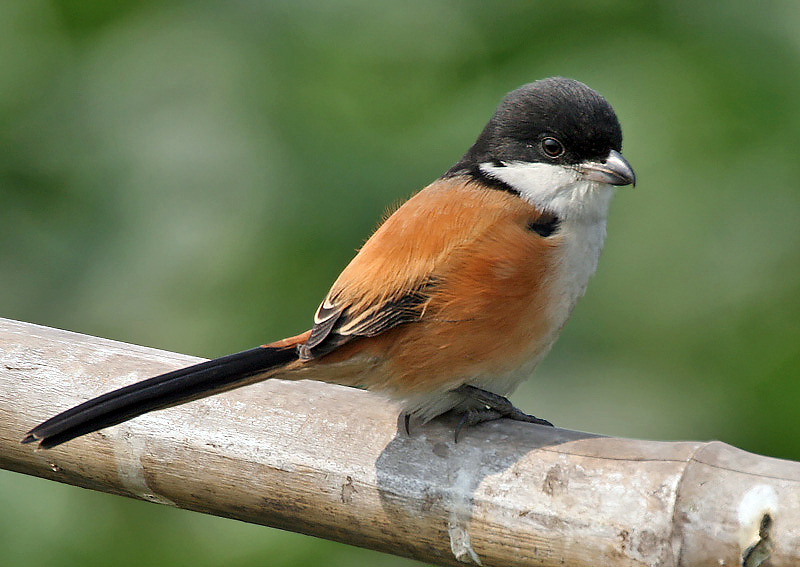
tricolor race
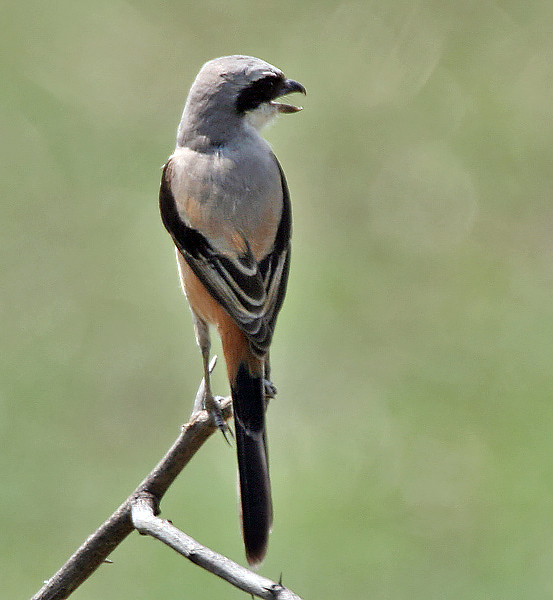
erythronotus race .
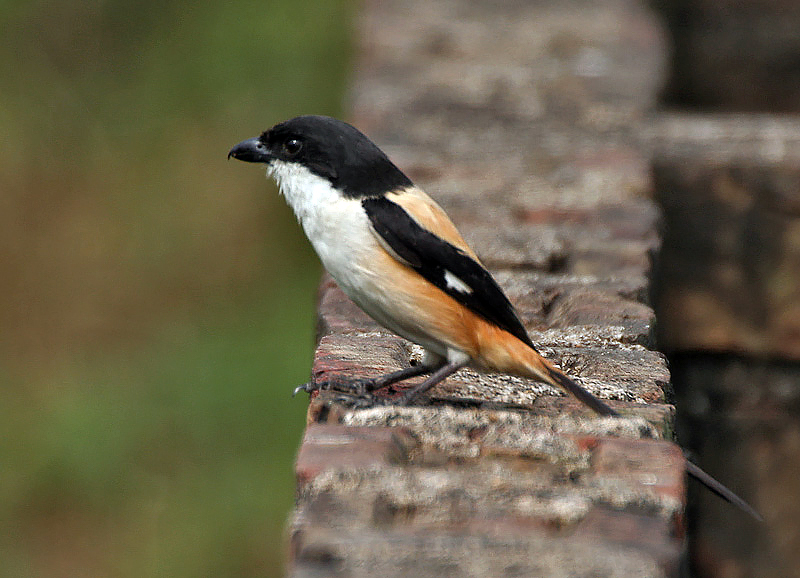
tricolor race

## 生態
開けた森林や森林の外縁、農耕地などに生息する。